# Zahra Kazemi
Zahra Kazemi (* 1949 in Schiras; † 11. Juli 2003 in Teheran) war eine iranisch-kanadische Fotojournalistin. Sie studierte in Frankreich. Seit 1997 war sie kanadische Staatsbürgerin.

## Verhaftung

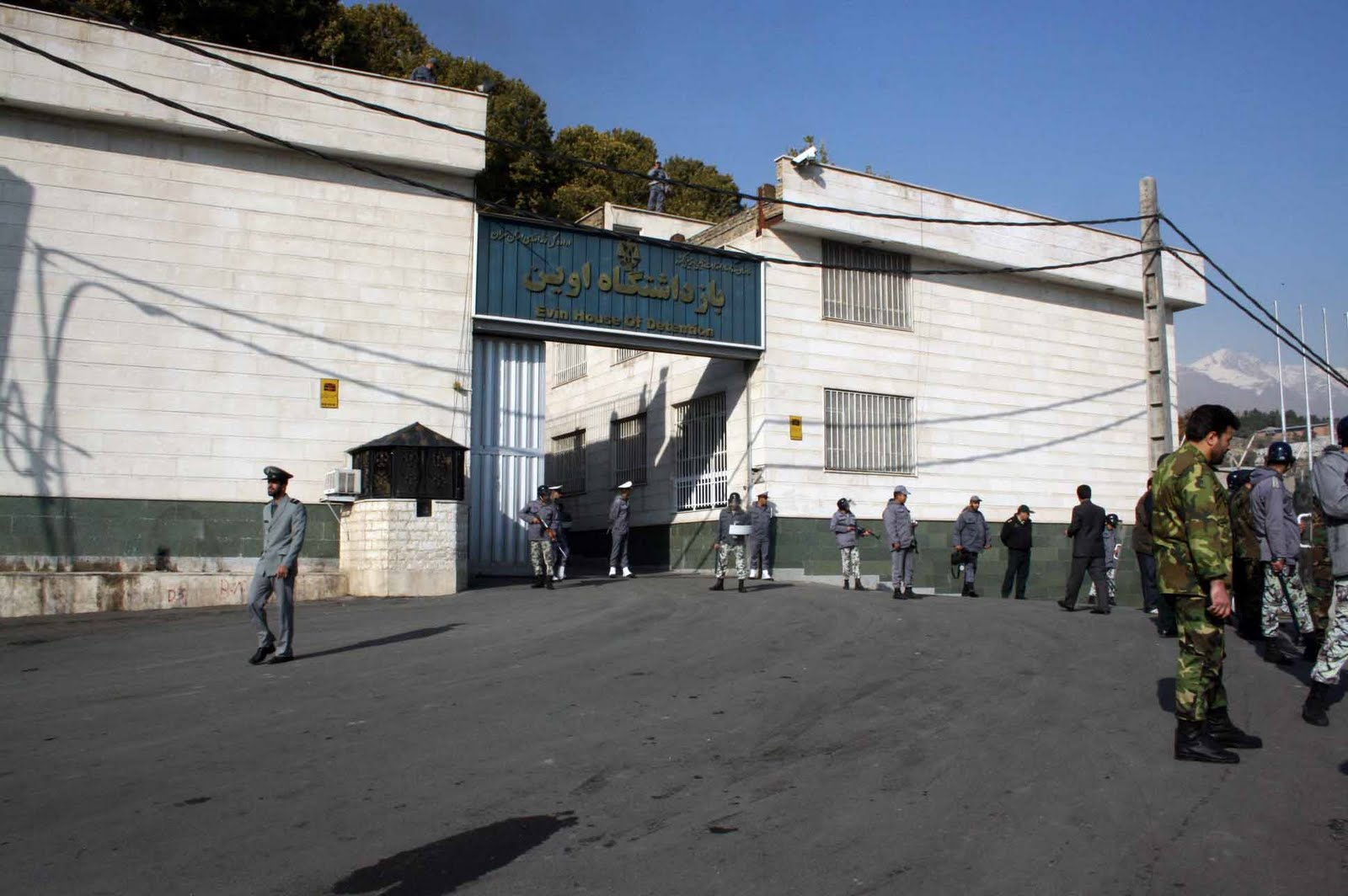
Evin-Gefängnis

Am 23. Juni 2003 wurde sie verhaftet, als sie das Evin-Gefängnis von außen fotografierte, das für die Inhaftierung von politischen Häftlingen des Iran berüchtigt ist.
Nach schwerer Folter wurde sie in das Baghiyyatollah al-Azam Militärhospital im Teheraner Stadtteil Vanak eingeliefert. Sie war unter anderem vergewaltigt worden, Fingernägel waren ausgerissen, Finger der Hand gebrochen, das Nasenbein gebrochen und ein Trommelfell geplatzt. Wegen ihrer Schädelverletzungen befand sie sich im Koma. Nach etwa zwei Wochen am 11. Juli 2003 wurden die lebensverlängernden Maßnahmen beendet. Der Leichnam wurde gegen den Willen des ebenfalls in Kanada lebenden Sohnes (Stephan Kazemi) in der iranischen Stadt Schiras beerdigt. Auf Veranlassung der im Iran lebenden Mutter von Kazemi wurde eine parlamentarische Untersuchung in Teheran eingeleitet. Aufgrund des internationalen Drucks setzte der damalige Präsident Mohammed Chatami daneben eine fünfköpfige Kommission ein.

## Widersprüche in den veröffentlichten Berichten
Der parlamentarische Untersuchungsbericht erklärt die Rechtswidrigkeit der Verhaftung und Inhaftierung von Kazemi und stellte fest, dass Said Mortasawi – der in diesem Fall zuständige Staatsanwalt – versucht habe, die Todesursachen zu verschleiern. Ein vor die parlamentarische Kommission vorgeladener Beamter des Informationsministeriums erklärte, dass er als Todesursache Hirnschlag angegeben habe, weil Said Mortasawi ihm mit Verhaftung gedroht habe. Der Bericht hält weiter Aussagen von Gefängniswärtern fest, dass Kazemi kurz nach der Verhaftung bewusstlos geschlagen worden sei, als der Sicherheitschef der Haftanstalt, Mohammed Bachschi, versucht habe, ihr die Kameratasche wegzunehmen. Der zweite Bericht des ministeriellen Ausschusses erwähnt diese Punkte nicht. Nach diesem Bericht sei Kazemi festgenommen worden, weil sie sich geweigert habe, ihre Fotoausrüstung in die Obhut der Behörden zu geben und in ihr Hotel zurückzukehren. Der Bericht ging nicht auf die Ursachen der Kopfverletzungen ein, sondern bezeichnete Kazemis Tod als Zufall.
In einem Interview mit der Zeitung „Jungle World“ im Februar 2011 bestätigte der frühere, mit dem Fall Kazemi direkt befasste iranische Diplomat Abolfazl Eslami im Wesentlichen die Foltervorwürfe gegen die iranischen Behörden: „Mir haben sie gesagt, wenn wir die Leiche zurückgeben würden, könnten forensische Experten in Kanada trotz der Verwesung noch anhand von Röntgenbildern Frakturen an den Knochen feststellen. Sie würden feststellen, was Zahra Kazemi im Gefängnis widerfahren ist, und dann der Islamischen Republik einen internationalen Skandal bereiten. Sie haben sogar zugegeben, dass man ihr harte Gegenstände in die Vagina geschoben hat, und dass forensische Experten auch dies feststellen könnten.“

## Prozess
In einem Prozess 2003, in dem die Nobelpreisträgerin Schirin Ebadi die Familie Kazim rechtsanwaltlich vertrat, wurde Mohammad Reza Aghdam Ahmadi zwar als Mörder benannt, aber freigesprochen. Im gleichen Prozess wurde in Aussagen der Mutter der iranische Generalstaatsanwalt Said Mortasawi als möglicher Mörder bezeichnet. Mortasawi soll bei Verhören von Kazemi persönlich anwesend gewesen sein. Ein Vertreter Mortasawis soll Kazemi vergewaltigt haben.

## Folgen
2006 hat die kanadische Regierung Deutschland aufgefordert, den Generalstaatsanwalt Said Mortasawi auf seinem Rückflug von Genf beim Umsteigen in Frankfurt festnehmen zu lassen. Mortasawi hatte an der Sitzung des UN-Menschenrechtsrats in Genf teilgenommen. Der kanadische Ministerpräsident Stephen Harper begründete das Ersuchen mit Verwicklungen Mortasawis in den Mordfall.